# Comps (Gard)
Comps település Franciaországban, Gard megyében. Lakosainak száma 1703 fő (2022. január 1.). Comps Beaucaire, Jonquières-Saint-Vincent, Montfrin és Vallabrègues községekkel határos.

## Népesség
A település népességének változása:
| Lakosok száma | 772  | 1239 | 1435 | 1584 | 1705 | 1756 | 1784 | 1756 | 1736 | 1703 |
|               | 1968 | 1982 | 1990 | 2006 | 2013 | 2015 | 2017 | 2019 | 2020 | 2022 |